# Erich von dem Bussche-Ippenburg

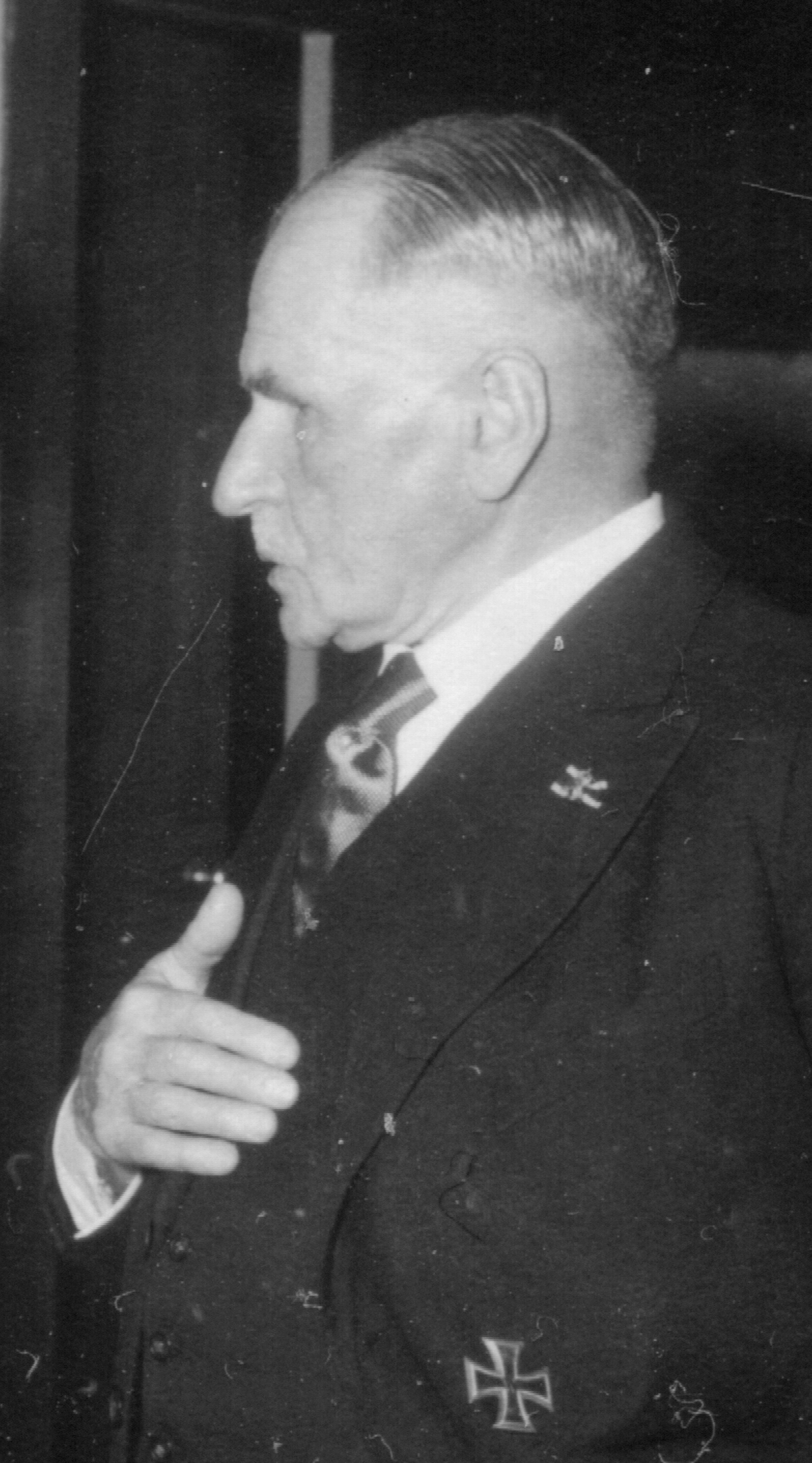
Erich von dem Bussche-Ippenburg, 1954

Erich Freiherr von dem Bussche-Ippenburg (* 12. März 1878 in Naumburg (Saale); † 1. Oktober 1957 in Lehnerz) war ein deutscher General der Artillerie.

## Leben
Er entstammte dem ostwestfälischen Adelsgeschlecht Bussche und trat am 31. Juli 1894 als Fähnrich in das 1. Kurhessische Feldartillerie-Regiment Nr. 11 der Preußischen Armee in Kassel ein. Dort wurde er am 27. Januar 1896 zum Sekondeleutnant befördert. Vom 1. Oktober 1903 bis 20. März 1911 fungierte er als Regimentsadjutant und wurde zwischenzeitlich am 18. Mai 1907 Oberleutnant. Als solchen kommandierte man ihn dann bis 22. März 1913 in den Großen Generalstab und versetzt ihn nach seinem bestandenen Examen hierher. Seit 1912 Hauptmann, verbrachte er den Ersten Weltkrieg durchgehend in Stabspositionen. Seit 1917 Major, wurde er nach dem Ende der Monarchie in die Reichswehr übernommen und avancierte 1922 zum Oberstleutnant. Auch hier diente er im Stab, als Chef der Heeres-Organisationsabteilung im Truppenamt.
1925 übernahm er die III. Abteilung des 6. (Preußisches) Artillerie-Regiments in Hannover und damit erstmals ein Truppenkommando. Er blieb in dieser Stellung bis 1930, als er – inzwischen Generalmajor – ins Reichswehrministerium wechselte, um dort unter General Kurt von Hammerstein-Equord Chef des Heerespersonalamts zu werden. 
Im Gespräch mit Reichswehrminister Kurt von Schleicher nach der Reichstagswahl von November 1932 äußerte Bussche seine Sorgen wegen einer möglichen Regierungsübernahme Hitlers und soll von diesem beruhigt worden sein: „Da können Sie ganz ruhig sein; das duldet die Wehrmacht nicht“, Hammerstein soll ihm entgegnet haben: „Sie können völlig sicher sein. Die Reichswehr und ich selber werden uns nie von einem Narren befehlen lassen. Wenn er kommt und darauf besteht, uns Befehle zu geben, werden wir ihn festnehmen lassen.“ Bei einem möglicherweise am 27. Januar 1933 erfolgten Treffen Hammersteins mit dem Reichspräsidenten Paul von Hindenburg soll Bussche seinen Vorgesetzten begleitet und dabei gegen, Hammerstein hingegen für eine Kanzlerschaft Hitlers plädiert haben.
Nach Hitlers Ernennung zum Reichskanzler am 30. Januar 1933 nahm Bussche als Chef des Heerespersonalamts an der historischen Besprechung Hitlers mit der Reichswehrführung am 3. Februar 1933 teil, worin der neuernannte Kanzler erstmals sein außen- und kriegspolitisches Programm offenlegte. 
Nach seiner Beförderung zum Generalleutnant (seit 1. Oktober 1931) schied Bussche-Ippenburg am 30. September 1933 aus unter Verleihung des Charakters als General der Artillerie aus dem aktiven Dienst. Später folgte noch seine Ernennung zum Chef des Artillerieregiments 6.
Im Zweiten Weltkrieg wurde er nicht mehr reaktiviert.

## Auszeichnungen
- Roter Adlerorden IV. Klasse[3]
- Kronenorden IV. Klasse[3]
- Preußisches Dienstauszeichnungskreuz[3]
- Eisernes Kreuz (1914) II. und I. Klasse[3]
- Ritterkreuz des Königlichen Hausordens von Hohenzollern mit Schwertern[3]
- Bayerischer Militärverdienstorden IV. Klasse mit Schwertern[3]
- Ritterkreuz I. Klasse des Albrechts-Ordens mit Schwertern und mit Krone[3]
- Ritterkreuz des Ordens der Württembergischen Krone[3]
- Ritterkreuz I. Klasse des Friedrichs-Ordens mit Schwertern[3]
- Friedrich-August-Kreuz II. und I. Klasse[3]
- Ritterkreuz II. Klasse des Ordens vom Weißen Falken[3]
- Hanseatenkreuz Bremen[3]
- Komtur II. Klasse des Herzoglich Sachsen-Ernestinischen Hausordens mit Schwertern[3]
- Orden der Eisernen Krone III. Klasse mit der Kriegsdekoration[3]
- Österreichisches Militärverdienstkreuz III. Klasse mit der Kriegsdekoration[3]
- Mecidiye-Orden III. Klasse mit Säbeln[3]
- Eiserner Halbmond[3]
- Ritterkreuz des St. Alexander-Ordens mit Schwertern[3]